# Simon Schlachter
Simon Schlachter (* 23. Juni 1992  in Füssen) ist ein deutscher Koch.

## Werdegang
Schlachter entstammt einer Gastronomenfamilie. Nach der Ausbildung ab 2007 im Hotel Königshof in München ging er 2011 zum Restaurant Le Canard in Hamburg (ein Michelinstern), 2012 zum The Restaurant bei Heiko Nieder im The Dolder Grand in Zürich (zwei Michelinsterne) sowie zum Ophelia bei Dirk Hoberg in Konstanz (ein Michelinstern).
2014 wechselte er zum Schloss Schauenstein bei Andreas Caminada, Fürstenau (zwei Michelinsterne). 2015 machte er seinen Meister in der Hotelfachschule Heidelberg. 2016 ging er zum Restaurant IGNIVby Andreas Caminada in Bad Ragaz.
2017 wurde er Küchenchef im heimischen Familienbetrieb Burghotel Falkenstein in Pfronten, wo er zusätzlich das Restaurant Pavo eröffnete. 2020 wurde es mit einem Michelinstern ausgezeichnet.

## Auszeichnungen
- Ab 2020: Ein Stern im Guide Michelin für das Restaurant Pavo

## Veröffentlichungen
Printmedien
- Gipfelgenuss: Meine Allgäuer Küche. Südwest Verlag, München 2022, ISBN 978-3-517-10190-3.